# Porciúncula
Porciúncula là một đô thị thuộc bang Rio de Janeiro, Brasil. Đô thị này có diện tích 302,201 km², dân số năm 2007 là 16980 người, mật độ 56,2 người/km².